# José Raúl Zúñiga
José Raúl Zúñiga Murillo (Juradó, Chocó, Colombia, 13 de julio de 1994) es un futbolista colombiano. Juega de delantero y su equipo actual es el Club América de la Primera División de México.

## Trayectoria

### Inicios
Debutó, profesionalmente, a los 25 años de edad en México tras buscar oportunidades en su natal Colombia, en Argentina y en Alemania.
Su primer juego fue el 2 de agosto de 2019 en la victoria 4-0 a favor de su equipo, los Potros de la UAEM, sobre los Correcaminos de la UAT. Anotó sus dos primeros goles al 9' y 23' de aquel partido.

### Querétaro Fútbol Club
Después de su paso por los Dorados de Sinaloa de la Liga de Expansión MX, Zúñiga ascendió a la Primera División al integrarse a los Gallos Blancos de Querétaro para disputar el Clausura 2022.

## Estadísticas
Actualizado al último partido jugado el 20 de abril de 2025.
| Potros UAEM · México                | 2.ª           | 2019          | 12  | 6  | 3 | 0 | ― | ― | 15  | 6  |
| Potros UAEM · México                | Total club    | Total club    | 12  | 6  | 3 | 0 | 0 | 0 | 15  | 6  |
| Dorados · México                    | 2.ª           | 2020          | 4   | 1  | 3 | 0 | ― | ― | 7   | 1  |
| Dorados · México                    | 2.ª           | 2020-21       | 31  | 12 | ― | ― | ― | ― | 31  | 12 |
| Dorados · México                    | 2.ª           | 2021-22       | 36  | 16 | ― | ― | ― | ― | 36  | 16 |
| Dorados · México                    | 2.ª           | 2022          | 16  | 9  | ― | ― | ― | ― | 16  | 9  |
| Dorados · México                    | Total club    | Total club    | 87  | 38 | 3 | 0 | 0 | 0 | 90  | 38 |
| Querétaro F. C. · México            | 1.ª           | C-2023        | 17  | 2  | ― | ― | ― | ― | 17  | 2  |
| Querétaro F. C. · México            | 1.ª           | A-2023        | 12  | 6  | ― | ― | ― | ― | 12  | 6  |
| Querétaro F. C. · México            | Total club    | Total club    | 29  | 8  | 0 | 0 | 0 | 0 | 29  | 8  |
| C. Tijuana · México                 | 1.ª           | 2024          | 17  | 3  | ― | ― | ― | ― | 17  | 3  |
| C. Tijuana · México                 | 1.ª           | 2024-25       | 35  | 20 | ― | ― | 1 | 0 | 36  | 20 |
| C. Tijuana · México                 | Total club    | Total club    | 52  | 23 | 0 | 0 | 1 | 0 | 53  | 23 |
| Total carrera                       | Total carrera | Total carrera | 180 | 75 | 6 | 0 | 1 | 0 | 187 | 75 |
| (1)Incluye datos de la Copa México. |               |               |     |    |   |   |   |   |     |    |